# Lauren Boebert

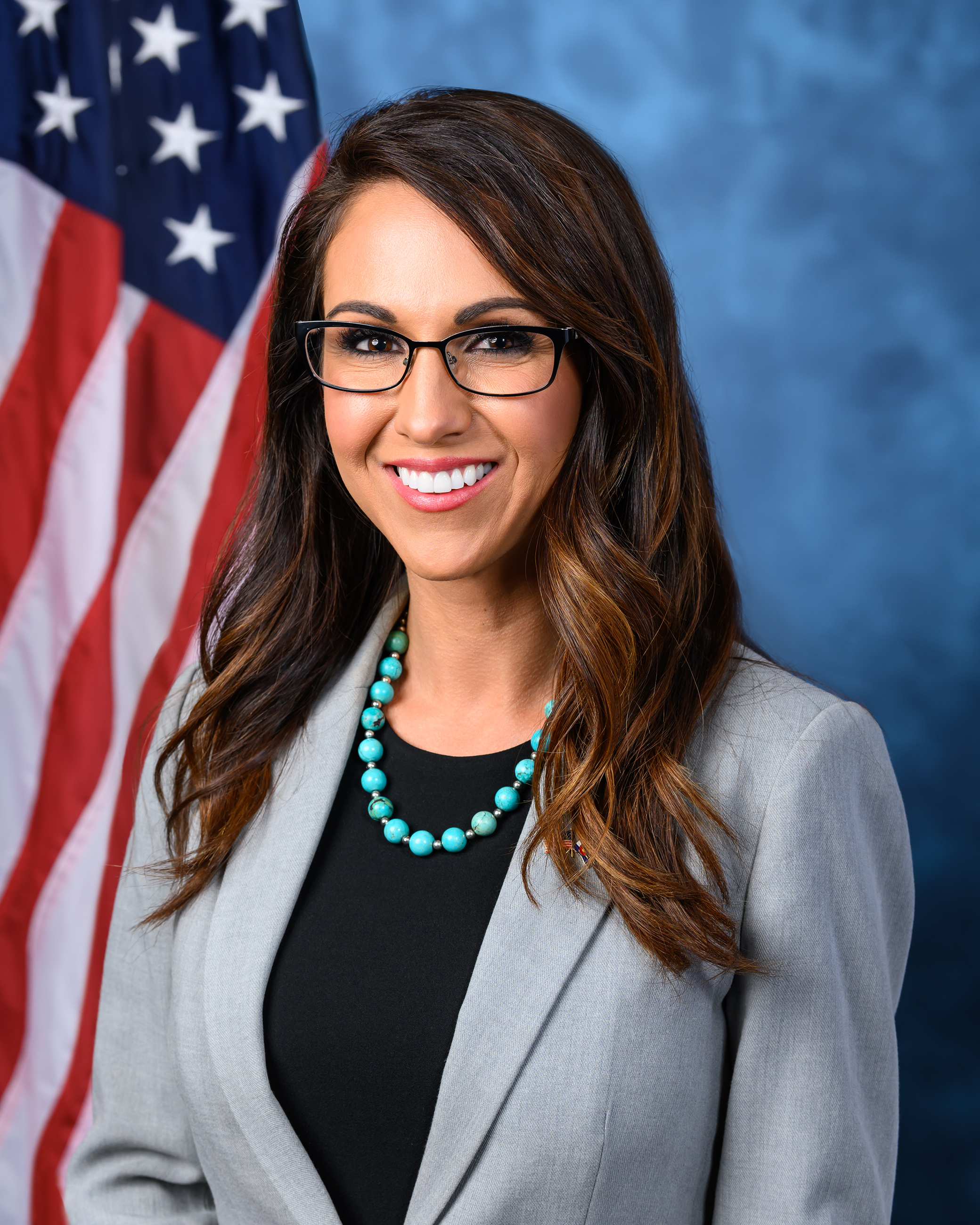
Lauren Boebert (2020)

Lauren Opal Boebert (* 19. Dezember 1986 in Altamonte Springs, Florida) ist eine US-amerikanische Politikerin der Republikanischen Partei. Seit Januar 2021 vertritt sie den Bundesstaat Colorado im Repräsentantenhaus der Vereinigten Staaten.

## Werdegang und Privatleben

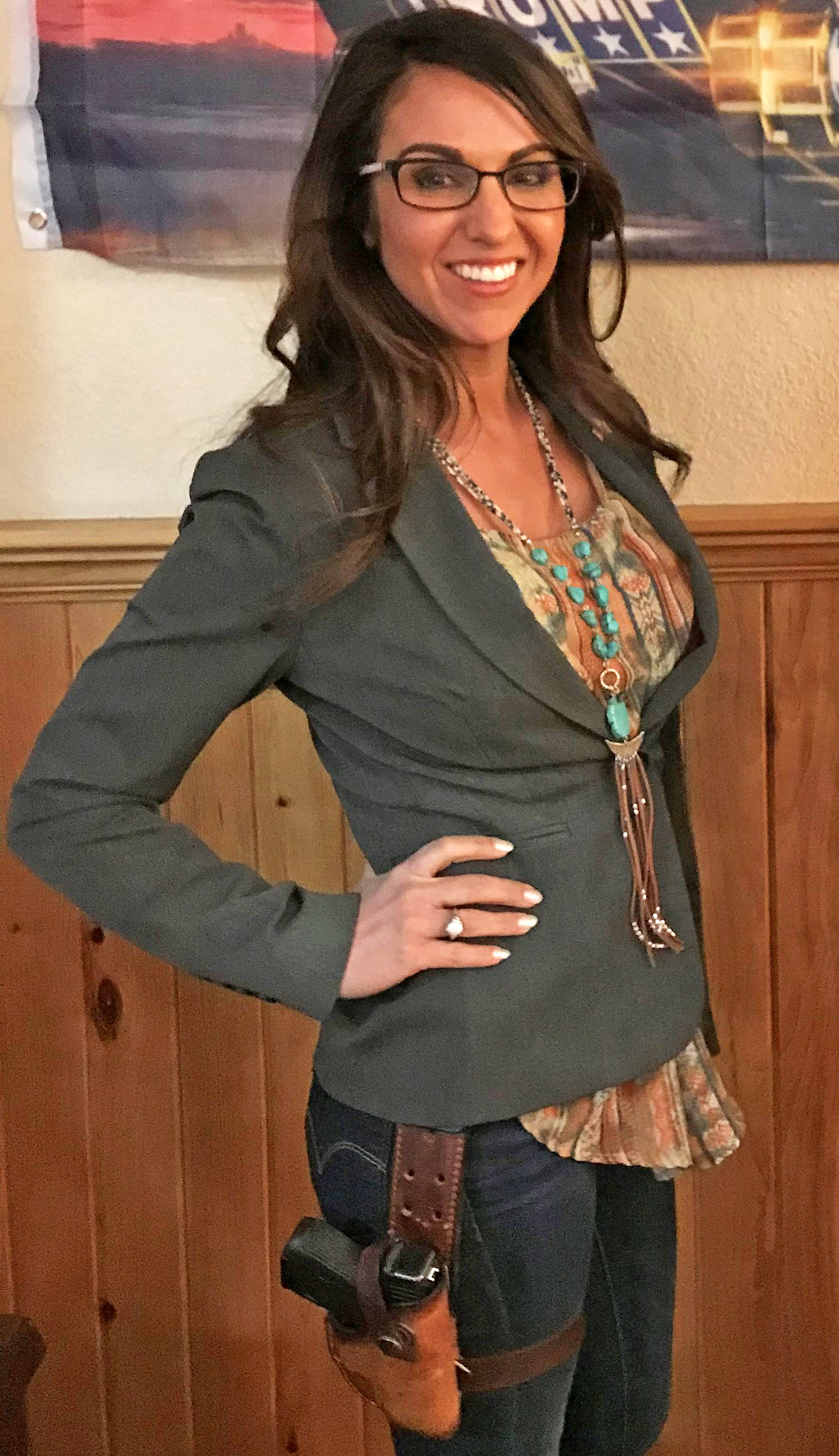
Boebert in ihrem Restaurant Shooters Grill (2020)

Lauren Boebert ist die Tochter von Shawna Bentz. Ihre Mutter behauptete jahrzehntelang, dass der Wrestling-Star „Sweet“ Stan Lane Laurens Vater sei. Ein negativer Vaterschaftstest wurde aufgrund von Bestechungsvorwürfen gegen den damaligen Laborarbeiter lange angezweifelt. 2023 wurde die Frage mit einem zweiten negativen DNA-Test endgültig geklärt.
Lauren Boebert besuchte die Rifle High School und verließ diese ohne Abschluss, um sich nach eigenen Angaben um ihr neugeborenes Kind zu kümmern. Im Jahre 2020 bestand sie ihren General Educational Development Test.
Boebert und ihr Ehemann eröffneten 2013 das Restaurant Shooters Grill in Rifle, Colorado, als ihr Ehemann arbeitslos wurde. Nachdem eine Person in einer nahe gelegenen Gasse angegriffen worden war, erhielt Boebert die Erlaubnis, eine Waffe verdeckt tragen zu dürfen, und ermutigte die Kellner im Restaurant, ebenfalls Waffen zu tragen. Sie wurde dadurch als Waffenrechtsaktivistin bekannt.
Sie lebt mit ihren vier Kindern im Westen von Colorado; im Mai 2023 reichte sie die Scheidung von ihrem Ehemann Jayson ein.

## Politik
Im Dezember 2019 kündigte Boebert ihre Kandidatur für die Wahlen 2020 zu Colorados 3. Kongresswahlbezirk des Repräsentantenhauses der Vereinigten Staaten an. Dabei traf sie in der Primary (Vorwahl) der Republikanischen Partei auf den amtierenden Scott Tipton, den sie letztendlich besiegen konnte. Boebert gewann auch die Hauptwahl für den Sitz im November 2020 gegen die Demokratin Diane Mitsch Bush mit rund 51 %. Damit wurde sie die erste Frau, welche den 3. Wahlbezirk Colorados vertritt.
Die Vorwahl ihrer Partei für die Wahlen 2022 im Juni konnte sie mit rund 64 % gewinnen. Boebert gewann die Wahl am 8. November 2022 gegen Adam Frisch von der Demokratischen Partei, sowie drei weitere unabhängige Kandidaten mit 50,06 % der Stimmen gegenüber 49,89 % für Frisch und gehörte damit auch dem 118. Kongress an.
Im Dezember 2023 kündigte Boebert an, sich bei der Wahl 2024 um den Sitz des ausscheidenden Abgeordneten Ken Buck in Colorados 4. Wahlbezirk zu bewerben und nicht erneut im 3. Wahlbezirk. Bei der Vorwahl am 25. Juni 2024 konnte sie sich in ihrem neuen Bezirk gegen fünf Parteifreunde durchsetzen. Sie trat damit in dem konservativen 4. Distrikt in der Hauptwahl gegen die Demokratin Trisha Calvarese an. Dort setzte sie sich mit 53,6 % der Stimmen durch.

### Ausschüsse
Sie ist aktuell Mitglied in folgenden Ausschüssen des Repräsentantenhauses:
- Committee on Natural Resources
  - For Indigenous Peoples of the United States
  - Water, Oceans, and Wildlife
- Committee on the Budget

### Politische Ansichten
Im Wahlkampf hatte sie offensiv die Anliegen der Waffen-Lobby vertreten. Nach ihrer Wahl kündigte sie an, auch in Washington, D.C. und im Kongress eine geladene Waffe tragen zu wollen, woraufhin der Polizeichef der Stadt erklärte, dass für die Kongressabgeordnete dieselben Gesetze und Strafen wie für andere Einwohner auch zu gelten hätten – Kongressabgeordneten ist es zwar erlaubt, eine Waffe in ihrem Büro zu haben; diese darf jedoch nicht in geladenem Zustand durch die Stadt transportiert werden und muss bei den Behörden registriert sein. Sie äußerte sich kritisch zu den Protesten gegen Polizeigewalt. Ihr zufolge ist es „die Linke“, die zur Gewalt aufgerufen habe und demnach zur Verantwortung gezogen gehöre. Darüber hinaus ist sie Sympathisantin der rechtsradikalen QAnon-Bewegung. Unter anderem äußerte sie, sie hoffe, dass all das, was sie von Q gehört habe, real sei, weil das hieße, dass Amerika dadurch besser und stärker werde und Menschen dadurch zu konservativen Werten zurückkehrten.
Boebert gehörte zu den Mitgliedern des Repräsentantenhauses, die bei der Auszählung der Wahlmännerstimmen bei der Präsidentschaftswahl 2020 für die Anfechtung des Wahlergebnisses stimmten. Präsident Trump hatte wiederholt propagiert, dass es umfangreichen Wahlbetrug gegeben habe, so dass er sich als Sieger der Wahl sah. Für diese Behauptungen wurden keinerlei glaubhafte Beweise eingebracht. Der Supreme Court wies eine entsprechende Klage mit großer Mehrheit ab, wobei sich auch alle drei von Trump nominierten Richter gegen die Klage stellten.
Boebert gehörte zu den 20 Mitgliedern des Hauses, die im Januar 2023 die Wahl des Republikaners Kevin McCarthy zum Sprecher des Repräsentantenhauses über 14 Wahlgänge hinweg blockierten. Zusammen mit Matt Gaetz stimmte sie noch im 14. Wahlgang gegen ihren Fraktionsführer und enthielt sich schließlich im 15. Wahlgang, was die Wahl McCarthys doch noch ermöglichte. Vor dem letzten Wahlgang soll sie von Donald Trump angerufen worden sein.

## Kontroversen
Vor dem Sturm auf das Kapitol in Washington 2021 twitterte Boebert „Erinnert euch an die kommenden 48 Stunden“ und „Heute ist 1776“. Als die Abgeordneten dann während des Angriffs von den Sicherheitskräften ermahnt wurden, ihren Aufenthaltsort nicht zu verraten, tweetete Boebert diesen dennoch und darüber hinaus auch, dass die Sprecherin des Repräsentantenhauses Nancy Pelosi dort nicht mehr anzutreffen sei.
Anfang 2023 erregte sie öffentlich Kritik, nachdem sie in einer Predigt in einem Gottesdienst für den baldigen Tod des demokratischen US-Präsidenten Joe Biden gebetet hatte. Bereits im Juni 2022 hatte sie sich schon einmal ähnlich geäußert und auf den Psalm 109 verwiesen.
Im September 2023 musste sie wegen ungebührlichen Verhaltens gemeinsam mit ihrem männlichen Begleiter die Aufführung des Musicals Beetlejuice im Buell-Theater in Denver nach Aufforderung durch das Ordnungspersonal verlassen. Andere Besucher hatten sich über ihr lautes Singen und das Filmen bzw. Fotografieren der Aufführung mit der Handykamera beschwert. In Videos von Überwachungskameras ist zudem unter anderem dokumentiert, wie Boebert in Gegenwart einer Schwangeren sich weigert, den Konsum einer E-Zigarette einzustellen, und auf dem Weg aus dem Theater den erhobenen Mittelfinger zeigt. Boebert bestritt anfänglich, eine E-Zigarette im Theater benutzt zu haben, sah sich dann jedoch angesichts der Beweislage zu einer Entschuldigung genötigt. Zusätzliche Brisanz erhielt der Vorfall durch den Umstand, dass es sich bei Boeberts Begleiter, mit dem sie während der Aufführung intime Handlungen vollzog, um einen Unterstützer der Demokratischen Partei handelte. Boebert gab einige Tage nach den Ereignissen bekannt, die Beziehung aus diesem Grund beendet zu haben. In einer weiteren Konsequenz für ihr Verhalten strich sie der ultrakonservative Texas Youth Summit von der Rednerliste. Vertreter der Republikaner ihres Wahlbezirks kündigten Bestrebungen an, sie von der Vorwahlliste der Partei für die Wahlen zum Repräsentantenhaus der Vereinigten Staaten 2024 zu entfernen.
In einer Kongressanhörung zur Ermordung John F. Kennedys befragte sie im April 2025 Oscar-Regisseur Oliver Stone (u. a. JFK – Tatort Dallas) und unterstellte ihm dabei, er habe Kennedys Vizepräsidenten und Nachfolger Lyndon B. Johnson in „seinem Buch“ der Beteiligung an der Ermordung beschuldigt. Stone wirkt sichtlich irritiert, bis eine Kongressabgeordnete Boebert darauf hinweist, dass sie ihn offenbar mit dem ehemaligen Trump-Wahlkampfberater Roger Stone verwechselt.